# Avril 1973

## Événements
- Troubles politiques au Sikkim. Le chogyal demande l’intervention des troupes indiennes pour restaurer l’ordre.
- Sadate et Hafez el-Assad se rencontrent pour préparer un plan de reprise des combats contre Israël. L’Arabie saoudite promet une utilisation de l’arme pétrolière.

- 1er avril : David Pearson remporte la course Atlanta 500 sur le Atlanta International Raceway en NASCAR Winston Cup.
- 2 avril : 
  - Edgar Faure élu président de l'Assemblée nationale française.
  - En France, manifestations importantes de lycéens et d'étudiants dans tout le pays contre la loi Debré et le DEUG.
  - France : une loi qui supprime les sursis longs au service militaire proposée par Michel Debré, ministre des Armées, suscite une vague d’agitation étudiante en avril.
- 3 avril : 
  - France : Pierre Messmer, Premier ministre, se succède à lui-même.
  - Le premier appel téléphonique via un cellulaire dans un coin de rue à New York.
- 4 avril : inauguration du World Trade Center à New York.
- 5 avril : 
  - France : Pierre Messmer, Premier ministre français, forme son deuxième gouvernement.
  - France : Brigitte Bardot annonce son arrêt définitif du cinéma au journal France-Soir.
- 6 avril : Fahri Koruturk est élu président de la république de Turquie.
- 8 avril : décès de Pablo Picasso dans sa maison de Mougins en France.
- 9 avril : des Palestiniens font sauter la résidence de l'ambassadeur d'Israël à Nicosie (Chypre).
- 10 avril : 
  - Les forces spéciales de l’armée israélienne renseignées par le Mossad lancent une opération à Beyrouth en représailles à la prise d'otages des Jeux olympiques de Munich. Elles y assassinent entre autres le poète Kamal Nasser et deux dirigeants palestiniens Abou Youssef al Najjar et Kamal Adouan.
  - Au Bangladesh, Abu Sayeed Chowdhury est réélu président de la République pour cinq ans.
  - Éphraïm Katchalsky (qui prend le nom de Katzir) est élu 4e président de l'État d'Israël.
  - Un avion charter britannique s'écrase près de Bâle en Suisse en faisant 96 morts.
- 12 avril : 
  - Le roi du Swaziland Sobhuza II suspend la constitution de 1968 et s’octroie les pleins pouvoirs jusqu’à sa mort en 1982.
  - André Roussin est élu à l'Académie française.
- 15 avril : 
  - La révolution populaire en Libye consolide le pouvoir de Mouammar Kadhafi.
  - De violents affrontements entre manifestants musulmans et policiers à Homs en Syrie fait 27 morts.
- 16 avril : 
  - L'épiscopat français reconnaît le droit des juifs à une existence politique via un document pastoral sur le judaïsme.
  - Les bombardements américains reprennent au Laos.
- 18 avril : premier numéro du quotidien Libération.
- 19 avril : fondation du Parti socialiste portugais par l’avocat Mário Soares.
- 21 avril : le Conseil de sécurité des Nations unies condamne Israël pour ses raids contre le Liban.
- 23 avril (Rallye automobile) : arrivée du Rallye Safari.
- 25 avril : inauguration du dernier tronçon du boulevard périphérique de Paris.
- 27 avril : 
  - La France et l'Allemagne de l'Ouest décide d'abandonner le projet de construction de la fusée Europa-2 de l'ELDO.
  - Changement au bureau politique du Parti communiste soviétique. Gretchko et Andreï Gromyko sont élus membres et Chelest remercié.
  - Parution du premier Guide du routard.
- 29 avril (Formule 1) : Grand Prix automobile d'Espagne.
- 30 avril : 
  - John Ehrlichman et Bob Haldeman, conseillers du Président Richard Nixon, démissionnent à la suite du scandale du Watergate.
  - L'état d'urgence est décrété en Argentine à la suite de l'assassinat du contre-amiral Quijada.

## Naissances
- 2 avril : Åse Idland, biathlète norvégienne.
- 3 avril : Prabhu Deva, chorégraphe et acteur indien.
- 5 avril : 
  - Vanessa Demouy, actrice et un mannequin française.
  - Pharrell Williams, auteur-compositeur-interprète, chanteur, producteur, musicien et styliste américain.
- 6 avril : Rumyana Neykova, (Bulgare: Румяна Нейкова), rameuse, championne olympique de skiff.
- 8 avril : Emma Caulfield, actrice américaine.
- 10 avril : Guillaume Canet, acteur et réalisateur français.
- 11 avril : Olivier Magne, international de rugby à XV troisième ligne aile né à Aurillac.
- 14 avril :
  - Emmanuel Dahl, acteur et chanteur français.
  - Adrien Brody, acteur et producteur américain.
- 15 avril : Norm Berryman, joueur de rugby à XV  néo-zélandais († 22 juin 2015).
- 18 avril : Arnaud Beltrame, officier de gendarmerie français († 24 mars 2018).
- 20 avril : Ramez Galal, acteur, farceur et chanteur égyptien.
- 21 août : Sergey Brin, entrepreneur américain d'origine russe.
- 28 avril : Pedro Miguel Pauleta, footballeur portugais.
- 29 avril : Mike Hogan, bassiste irlandais du groupe The Cranberries.

## Décès
- 2 avril : Joseph-Charles Lefèbvre, cardinal français, archevêque de Bourges (° 15 avril 1892).
- 8 avril : Pablo Picasso, peintre et sculpteur espagnol  (° 25 octobre 1881).
- 19 avril : Hans Kelsen, juriste américain d'origine autrichienne (° 1881).
- 20 avril : Henri Rolin, homme politique belge (° 3 mai 1891).